# Комедия/Трагедия
«Комедия/Трагедия» — пьеса-«перевёртыш» Бориса Акунина, впервые опубликованная в 2002 году.

## Сюжет
Книга, в зависимости от того с какой стороны её читать, представляет собой изложение разных событий. В «Комедии» меняются местами во времени генеральный президент инвестиционно-маркетингового холдинга «новый русский» Вован (2000 год) и управляющий кредитно-ссудным товариществом проворовавшийся Томский (1900 год). После некоторого естественного потрясения они оба вполне находят себя в новых мирах: Вован готов нести цивилизацию в отсталый XX век, Томского прельщает технический прогресс и сексуальная распущенность века XXI. Однако в конце повествования они оба понимают, что «в гостях хорошо, а дома — лучше».

## Построение
В «Трагедии» даётся альтернативное, конспирологическое толкование событий шекспировского «Гамлета». Одним из ключевых героев сюжета оказывается Гораций (Горацио).
В «Комедии» все персонажи говорят прозой, в «Трагедии» — стихами. Из стихотворной строфы выбивается лишь главный герой — Гораций, чего, впрочем, никто не замечает.